# Аквамен
Орин / Крал Артър Къри / Аквамен (на английски: Aquaman) е измислен супергерой на комиксовата компания ДиСи Комикс. Негови създатели са Пол Нориз и Морт Уайзсингър. Героят дебютира в MoreFun Comics брой 73, през 1941 година. В комиксите го показват като Орин (Оrin) – господар на изгубеното царство на бог Посейдон — Атлантида. Истинското му име е Артър Джосеф.
Появявал се в много анимационни филми, сериали и видеоигри. През периода 1968 – 1970 е направен анимационен сериал на Filmation със същото име посветено на супергероя. През 2018 година излиза едноименният филм на Warner Bros.